# Liste der Monuments historiques in Nurieux-Volognat
Die Liste der Monuments historiques in Nurieux-Volognat führt die Monuments historiques in der französischen Gemeinde Nurieux-Volognat auf.

## Liste der Bauwerke
| Bezeichnung       | Beschreibung                  | Standort | Kennzeichnung | Schutzstatus | Datum | Bild           |
| ----------------- | ----------------------------- | -------- | ------------- | ------------ | ----- | -------------- |
| Kapelle in Mornay | Erbaut ab dem 12. Jahrhundert | (Lage)   | PA00116444    | Classé       | 1982  | weitere Bilder |

## Liste der Objekte
- Monuments historiques (Objekte) in Nurieux-Volognat in der Base Palissy des französischen Kultusministeriums